# Joachim Murat
Joachim-Napoléon Murat (25. března 1767, La Bastide-Fortunière – 13. října 1815) byl francouzský maršál, kníže Murat, velkovévoda z Bergu a Kleve, v letech 1808–1815 neapolský král. Své tituly obdržel zejména jakožto Napoleonův švagr – oženil se s jeho nejmladší sestrou Caroline. Proslul svými okázalými oděvy a byl proto také znám jako „král švihák“.

## Mládí
Narodil se 25. března 1767 ve vesnici La Bastide-Fortunière (přejmenované později na Labastide-Murat podle Joachima) v departmentu Lot na jihu Francie, jako poslední – jedenácté dítě hostinského jménem Pierre Murat-Jordy a hostinské Jeanne Loubières. Rodiče byli ve službě vlivného šlechtického rodu Talleyrandů a zbožnými podporovateli dvou sousedních klášterů, proto dali Joachima studovat do Cahorského semináře na kněze a dále k lazaristům do Toulouse.
Ve 22 letech zběhl ze studií a dal se k jezdectvu, kde mu vojáci přezdívali abbé Murat. V roce 1791 vstoupil do královské ústavní gardy, vytvořené pro ochranu krále, vzápětí ji však nahradila Národní garda. Brzy na to své místo opustil a nastoupil do běžné armády, kde se v roce 1792 stal důstojníkem. Byl zarytým zastáncem revolučních idejí Jeana Paula Marata, věřil v nadřazenost filozofie a silnou centralizovanou vládu ve formě republiky.

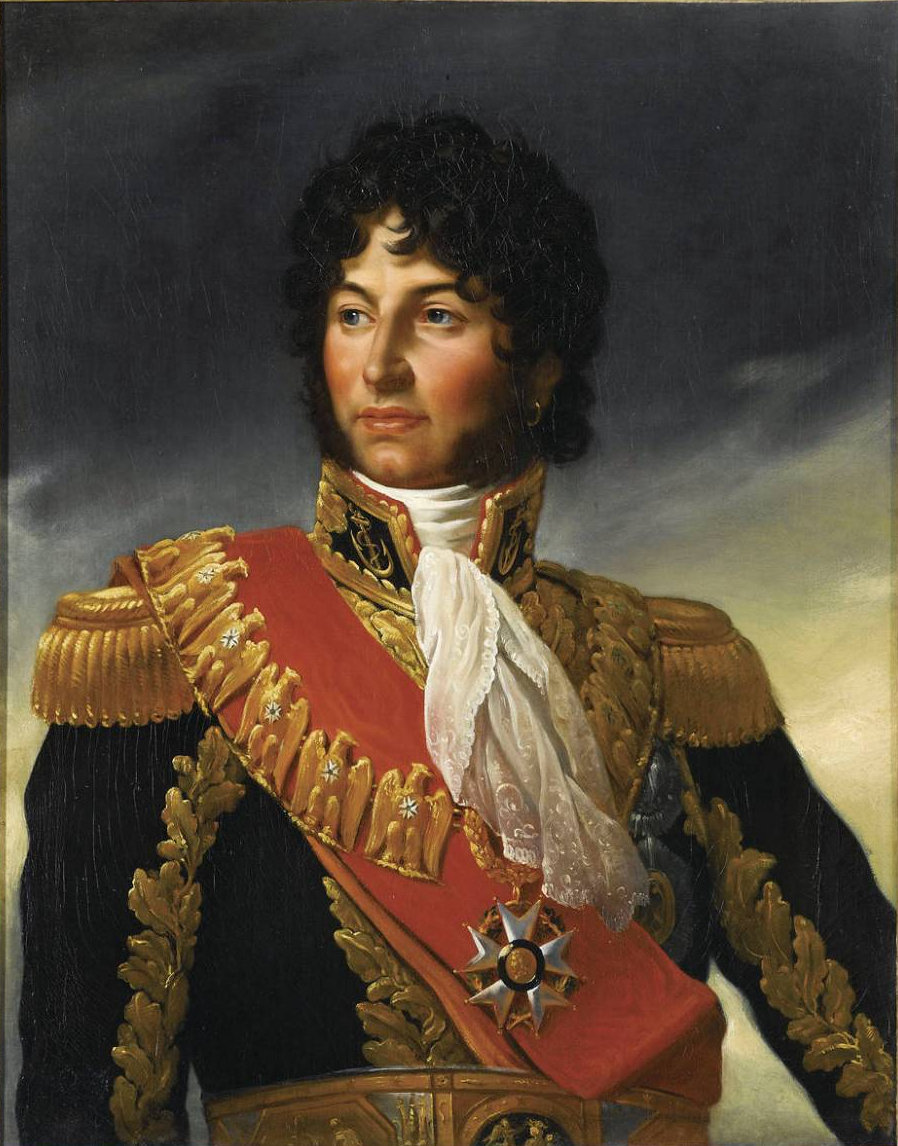
Joachim Murat (1767–1815)

## 13. vendémiaire
Na podzim roku 1795, tři roky po popravě krále Ludvíka XVI., uspořádali royalisté a kontrarevolucionáři vzpouru proti Republice. Generál Napoleon Bonaparte, tou dobou sídlem v Paříži, byl 3. října jmenován do čela jednotek bránících Národní konvent. Bonaparte jej pověřil shromážděním artilérie z předměstí kontrolovaného vládními jednotkami. Muratovi se podařilo přivézt děla do centra Paříže, aniž by přišel do kontaktu se vzbouřenci. Použití kanónů Napoleonovi pomohlo zachránit členy Národního konventu. Za svůj úspěch byl povýšen na velitele brigády do hodnosti plukovníka a navíc se stal jedním z Bonapartových nejlepších mužů.

## Tažení doItálieaEgypta

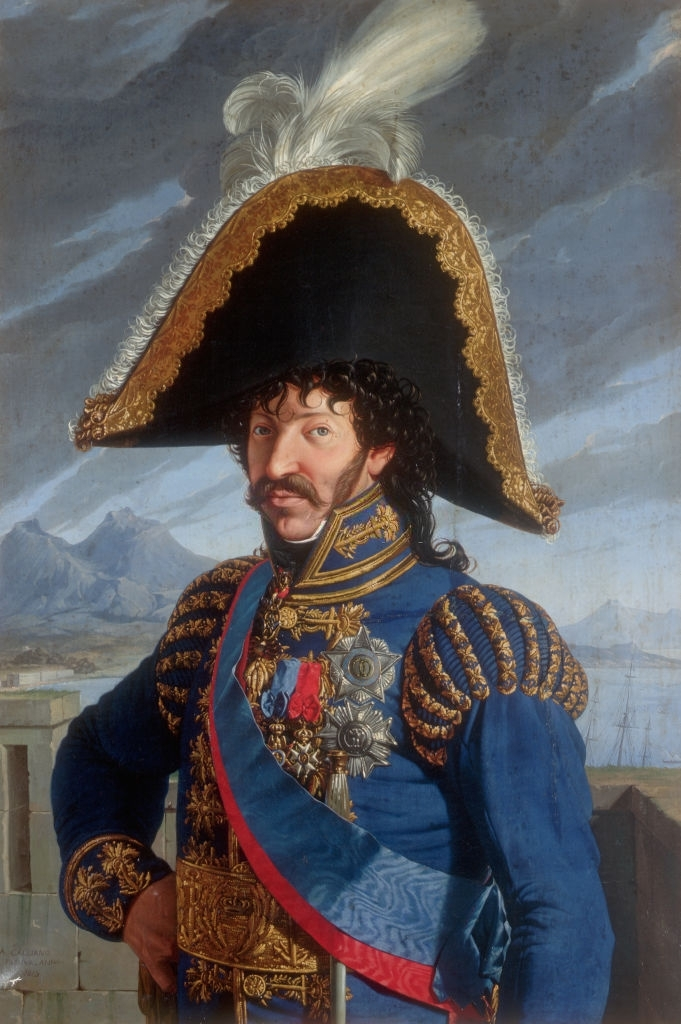
Portrét Joachima Murata od A. Galliana

Roku 1796 se situace v hlavním městě částečně stabilizovala, nicméně válka se ubírala špatným směrem (viz Francouzské revoluční války). Napoleon nabádal, aby se armády spojily proti intervenčním silám monarchistů, kteří jen čekali na moment slabosti, aby v příštím okamžiku vtrhli do Francie a nastolili starý řád. Proto s ním odjel do severní Itálie, kde působil zpočátku jako pobočník, později během tažení proti Rakušanům a jejich spojencům byl jmenován velitelem jezdectva. Svou odvahou a odhodláním s jakým se vrhal se svými jezdci do boje si vysloužil hodnost generála. Napoleon proslul rychlým pohybem vojska a nečekanými manévry a za nimi stál často právě Murat se svým jezdectvem. Přispěl tak nejenom k Napoleonově proslulé vojenské genialitě, ale také k jeho oblíbenosti na domácí půdě.
Velel kavalérii i během Francouzské expedice do Egypta v roce 1798, opět pod taktovkou Bonaparta. Strategickým cílem expedice bylo zastavit nebo alespoň zpomalit britské výpravy do Indie. Nicméně úkol zcela splněn nebyl, a to zejména díky porážce francouzského loďstva Brity, což vedlo k nedostatečnému zásobování a přinutilo Napoleona k návratu do Francie.
Krátce poté sehrál životně důležitou roli v Napoleonově převratu 9. listopadu 1799, kdy se vůbec poprvé pokusil chopit moci nad národem, úspěšně. Krátce nato (20. ledna 1800) pojal za manželku Bonapartovu sestru Caroline, zatím však pouze v civilním obřadu. Oddáni byli znovu, tentokrát před Bohem, 4. ledna 1802 v Paříži. Stal se zetěm Letizie Ramolino, a švagrem Josefa, Napoleona I., Luciena, Elisy, Louise, Pauline a Jeroma Bonapartových.

## Napoleonské války
Roku 1804 jmenoval Napoleon Murata maršálem Francie. V roce 1805 se stal císařským princem, roku 1806 velkovévodou z Bergu a Kleve, a tento titul si podržel až do roku 1808, kdy se stal z Napoleonovy vůle králem v Neapoli a panovníkem Sicilského království. Sicílii ovšem prakticky nikdy celou neovládl.

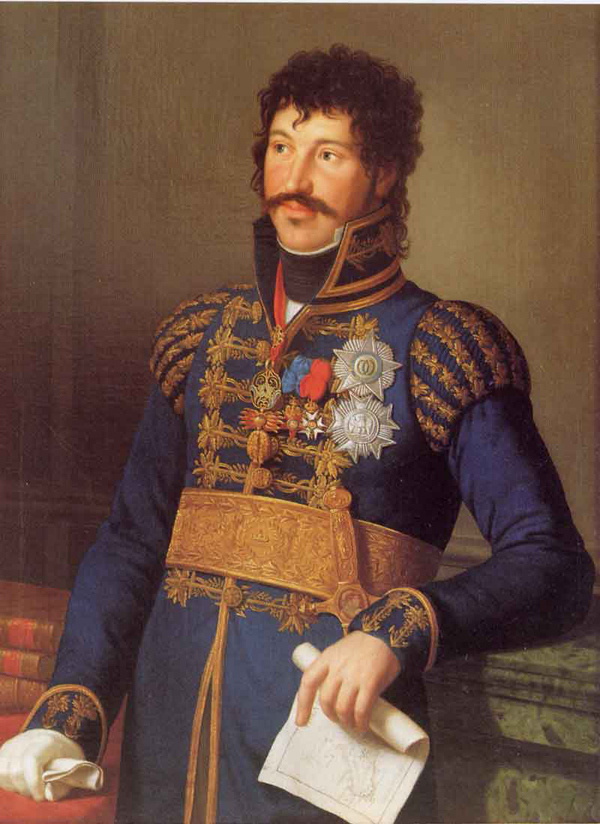
Sicilský král Joachim Murat

Při Napoleonově tažení do Ruska (1812) byl maršál Murat císaři Francouzů zprvu velice prospěšný. Přestože byli Francouzi v bitvě u Lipska v roce 1813 nakonec poraženi, byl Murat i tam pro Napoleona velkou oporou. Po prohrané bitvě se však dohodl s Rakouským císařstvím, aby zachránil svůj vlastní sicilský trůn. Uspěl a byl uznán králem i po Napoleonově pádu. Jeho moc však stála na vratkých základech.
Když se Napoleon vrátil z Elby do Francie, dozvěděl se Murat, že evropské mocnosti se na Vídeňském kongresu dohodly na navrácení Království Neapolského a Sicilského do rukou jeho předchozího vládce. Murat se proto odvrátil od svých nových spojenců a zahájil Neapolskou válku, ve které chtěl bojovat s Rakouskem a posílit tak svou moc v Itálii. Byl však poražen generálem císaře Františka I. Frederikem Bianchim v bitvě u Tolentina ve dnech 2.–3. května 1815).
Po prohrané válce uprchl na Korsiku a později do Francie, odkud se ještě jednou pokusil dobýt zpět své království.  Při neúspěšném pokusu podnítit povstání v Kalábrii byl zatčen vojáky svého rivala, Ferdinanda IV. Neapolského, a nakonec zastřelen popravčí četou v Castello di Pizzo v Kalábrii.
Pochován byl na hřbitově Père Lachaise v Paříži.
Napoleon později poznamenal: “Murat se pokusil s 200 muži dobýt území, které se mu nepodařilo udržet, když jich měl k dispozici 80 000."

## Literatura

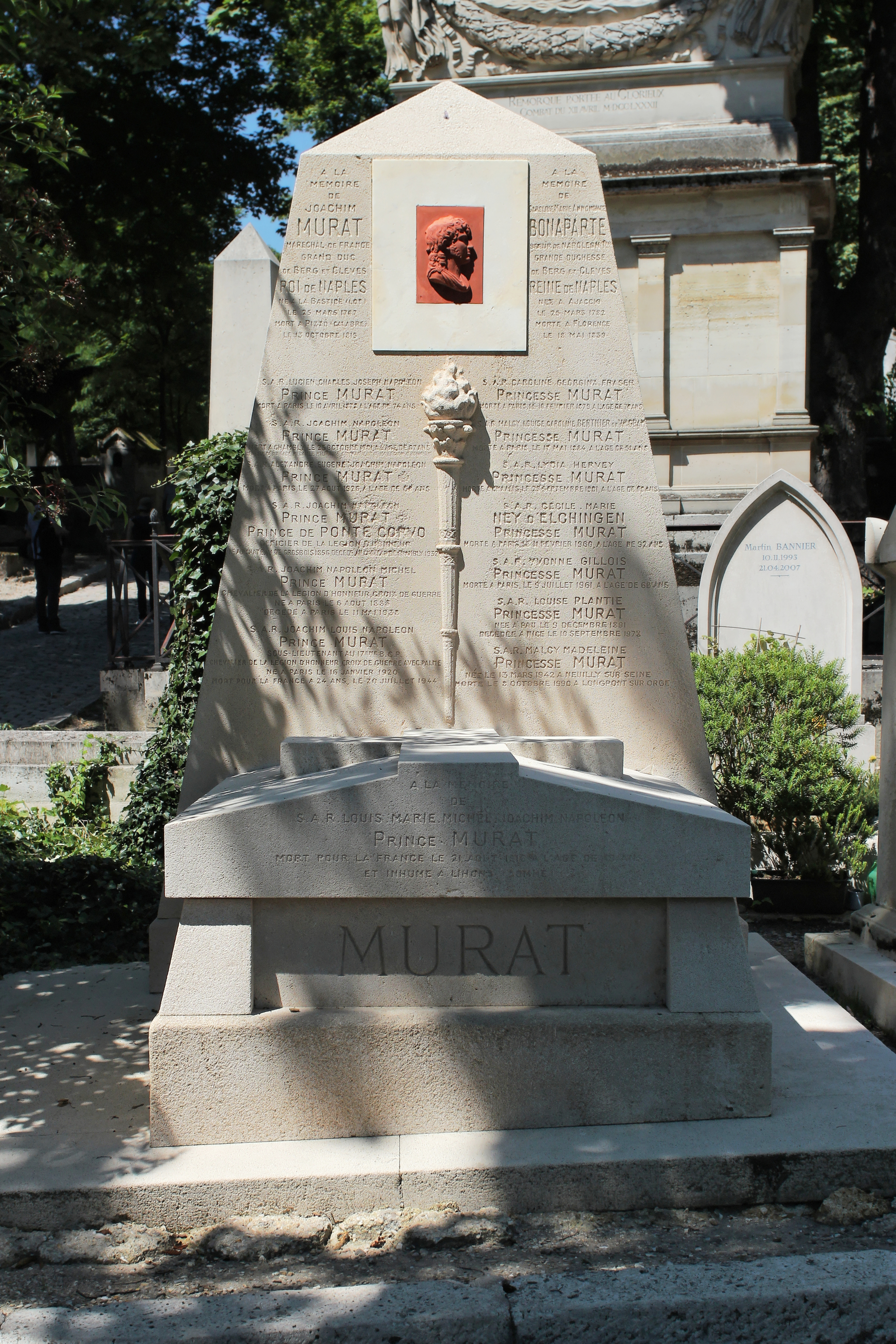
Jeho hrob na pařížském hřbitově Père Lachaise.